# Irak az 1984. évi nyári olimpiai játékokon
Irak az egyesült államokbeli Los Angelesben megrendezett 1984. évi nyári olimpiai játékok egyik részt vevő nemzete volt. Az országot az olimpián 4 sportágban 23 sportoló képviselte, akik érmet nem szereztek.

## Birkózás
Kötöttfogású
| Versenyző            | Versenyszám | Vigaszágas kiesés                                                             | Vigaszágas kiesés | 5. helyért        | Bronz- mérkőzés   | Döntő             | Helyezés    |
| Versenyző            | Versenyszám | Ellenfél Eredmény                                                             | Hely.             | Ellenfél Eredmény | Ellenfél Eredmény | Ellenfél Eredmény | Helyezés    |
| -------------------- | ----------- | ----------------------------------------------------------------------------- | ----------------- | ----------------- | ----------------- | ----------------- | ----------- |
| Ali Hussain Faris    | 74 kg       | B csoport · Jouko Salomäki (FIN) · 0–12 · Jeff Stuebing (CAN) · kétvállas     | 8.                | kiesett           | kiesett           | kiesett           | helyezetlen |
| Abdul Breesam Rahman | 90 kg       | A csoport · Frank Andersson (SWE) · kétvállas · Georgios Pozidis (GRE) · 3–15 | 7.                | kiesett           | kiesett           | kiesett           | helyezetlen |

Szabadfogású
| Versenyző            | Versenyszám | Vigaszágas kiesés                                                                                    | Vigaszágas kiesés | 5. helyért        | Bronz- mérkőzés   | Döntő             | Helyezés    |
| Versenyző            | Versenyszám | Ellenfél Eredmény                                                                                    | Hely.             | Ellenfél Eredmény | Ellenfél Eredmény | Ellenfél Eredmény | Helyezés    |
| -------------------- | ----------- | --- | ----------------- | ----------------- | ----------------- | ----------------- | ----------- |
| Marwan Suhail Aboud  | 57 kg       | A csoport · Brian Aspen (GBR) · 2–5 · Ibrahim Akgül (TUR) · 0–12                                     | 6.                | kiesett           | kiesett           | kiesett           | helyezetlen |
| Ali Hussain Faris    | 74 kg       | A csoport · Muhammad Gul (PAK) · kétvállas · Selahattin Sağan (TUR) · 1–9 · Šaban Sejdi (YUG) · 1–13 | 6.                | kiesett           | kiesett           | kiesett           | helyezetlen |
| Abdul Breesam Rahman | 90 kg       | B csoport · Jai Prakash (IND) · 2–9 · Óta Akira (JPN) · kétvállas                                    | 7.                | kiesett           | kiesett           | kiesett           | helyezetlen |

## Labdarúgás
| Iraki férfi labdarúgócsapat-játékoskeret                                                                                       | Iraki férfi labdarúgócsapat-játékoskeret                                                                    |
| --- | --- |
| - Adnan Dirjal - Ali Hussein - Emad Jassim - Husam Nima Nasser - Hussain Saeed - Kadhum Mutashar - Karim Saddam - Karim Allawi | - Khalil Allawi - Mohammed Fadel - Natik Hashim - Raheem Hamid - Raad Hammoudi - Sadik Musa - Wameedh Munir |

### Eredmények
Csoportkör
B csoport
| Csapat            | M | Gy | D | V | Rg | Kg | Gk | P |
| ----------------- | - | -- | - | - | -- | -- | -- | - |
| Jugoszlávia (YUG) | 3 | 3  | 0 | 0 | 7  | 3  | +4 | 6 |
| Kanada (CAN)      | 3 | 1  | 1 | 1 | 4  | 3  | +1 | 3 |
| Kamerun (CMR)     | 3 | 1  | 0 | 2 | 3  | 5  | –2 | 2 |
| Irak (IRQ)        | 3 | 0  | 1 | 2 | 3  | 6  | –3 | 1 |

| 1984. július 30. 19:30 |

| Kanada (CAN) | 1–1               | Irak (IRQ) |
| ------------ | ----------------- | ---------- |
| Gray 70'     | (0–0) Jegyzőkönyv | Saeed 83'  |

| Harvard Stadium, Boston Nézőszám: 16 730 Játékvezető: Jesús Díaz (kolumbiai) |

| 1984. augusztus 1. 19:00 |

| Kamerun (CMR) | 1–0               | Irak (IRQ) |
| ------------- | ----------------- | ---------- |
| Bahoken 7'    | (1–0) Jegyzőkönyv |            |

| Harvard Stadium, Boston Nézőszám: 20 000 Játékvezető: David Socha (amerikai) |

| 1984. augusztus 3. 19:00 |

| Irak (IRQ)          | 2–4               | Jugoszlávia (YUG)               |
| ------------------- | ----------------- | ------------------------------- |
| Szaíd 17' Siháb 43' | (2–0) Jegyzőkönyv | Deverić 55' 76' 87' Nikolić 86' |

| Navy-Marine Corps Memorial Stadium, Annapolis Nézőszám: 24 430 Játékvezető: Szano Tosikazu (japán) |

| Csapat     | Helyezés |
| ---------- | -------- |
| Irak (IRQ) | 13.      |

## Ökölvívás
| Versenyző      | Versenyszám  | Selejtező         | 32-es főtábla               | Nyolcaddöntő                  | Negyeddöntő       | Elődöntő          | Döntő             | Helyezés |
| Versenyző      | Versenyszám  | Ellenfél Eredmény | Ellenfél Eredmény           | Ellenfél Eredmény             | Ellenfél Eredmény | Ellenfél Eredmény | Ellenfél Eredmény | Helyezés |
| -------------- | ------------ | ----------------- | --------------------------- | ----------------------------- | ----------------- | ----------------- | ----------------- | -------- |
| Abbas Zeghayer | Papírsúly    |                   | William Bagonza (UGA) · RSC | kiesett                       | kiesett           | kiesett           | kiesett           | 17.      |
| Samir Khenyab  | Könnyűsúly   | erőnyerő          | Reiner Gies (FRG) · 1:4     | kiesett                       | kiesett           | kiesett           | kiesett           | 17.      |
| Ismail Salman  | Félnehézsúly |                   | Anthony Longdon (GRN) · KO  | Evander Holyfield (USA) · RSC | kiesett           | kiesett           | kiesett           | 9.       |

RSC – a mérkőzésvezető megállította a mérkőzést

## Súlyemelés
| Versenyző                | Versenyszám | Szakítás | Szakítás | Lökés    | Lökés    | Összesen | Helyezés |
| Versenyző                | Versenyszám | Eredmény | Helyezés | Eredmény | Helyezés | Összesen | Helyezés |
| ------------------------ | ----------- | -------- | -------- | -------- | -------- | -------- | -------- |
| Mohammed Yaseen Mohammed | 75 kg       | 140,0    | 8.       | 180,0    | 5.       | 320,0    | 6.       |
| Mohammed Taher Mohammed  | 90 kg       | 145,0    | 18.      | 180,0    | 16.      | 325,0    | 17.      |